# Chris Schwinden
Christopher Anthony Schwinden (Visalia, 22 settembre 1986) è un giocatore di baseball statunitense, free agent dal 2012.

## Minor League
Schwinden venne selezionato al 22º giro del draft amatoriale del 2008 come 674a scelta dai New York Mets. Nello stesso anno iniziò nella New York-Penn League A breve stagione con i Brooklyn Cyclones finendo con 4 vittorie e una sconfitte, 2.01 di media PGL (ERA) in 14 partite di cui 8 da lanciatore partente, ottenendo un premio individuale. Nel 2009 passò nella South Atlantic League singolo A con i Savannah Sand Gnats finendo con 9 vittorie e 6 sconfitte, 3.28 di ERA in 21 partite di cui 17 da partente. Successivamente passò nella Florida State League singolo A avanzato con i St. Lucie Mets finendo con una vittoria e nessuna sconfitta, 3.97 di ERA in 2 partite tutte da partente.
Nel 2010 con i St. Lucie Mets finendo con 3 vittorie e nessuna sconfitta, 1.83 di ERA in 7 partite di cui 2 da partente. Successivamente passò nella Eastern League doppio A con i Binghamton Mets con 4 vittorie e 7 sconfitte, 5.56 di ERA in 17 partite di cui 14 da partente. Nel 2011 con i Binghamton finì con 0.00 di ERA in 2 partite. Successivamente passò nella International League triplo A con i Buffalo Bisons finendo con 8 vittorie e altrettante sconfitte, 3.95 di ERA in 26 partite tutte da partente, ottenendo un premio.
Nel 2012 con i Bisons finì con 8 vittorie e 6 sconfitte, 2.70 di ERA in 21 partite di cui 19 da partente. Poi giocò con i Scranton/Wilkes-Barre RailRiders una sola partita da partente finendo con una sconfitta e 6.75 di ERA. Successivamente giocò con i Columbus Clippers 3 partite tutte da partente, finendo con una vittoria e 2 sconfitte, 5.87 di ERA. Passò nella Pacific Coast League triplo A con i Las Vegas 51s giocando una sola partita da partente perdendola e chiudendo con 21.00 di ERA. Nel 2013 giocò con i 51s finendo con 6 vittorie e 9 sconfitte, 5.78 di ERA in 29 partite di cui 28 da partente (146.1 inning).

## Major League

### New York Mets (2011-2012)
Debuttò nella MLB l'8 settembre 2011 contro gli Atlanta Braves. Chiuse la stagione con nessuna vittoria e 2 sconfitte, 4.71 di ERA in 4 partite tutte da partente. Il 2 giugno 2012 venne svincolato, il giorno seguente venne preso dai Toronto Blue Jays. Chiuse la stagione 2012 con nessuna vittoria e una sconfitta, 12.46 di ERA in 3 partite di cui 2 da partente.

## Vittorie e premi
- Mid-Season All-Star della International League con i Buffalo Bills (13/07/2011)
- Mid-Season All-Star della New York-Penn League con i Brooklyn Cyclones (19/08/2008).

## Numeri di maglia indossati
- n° 63 con i New York Mets (2011-2012).